# 特蕾斯蛋糕

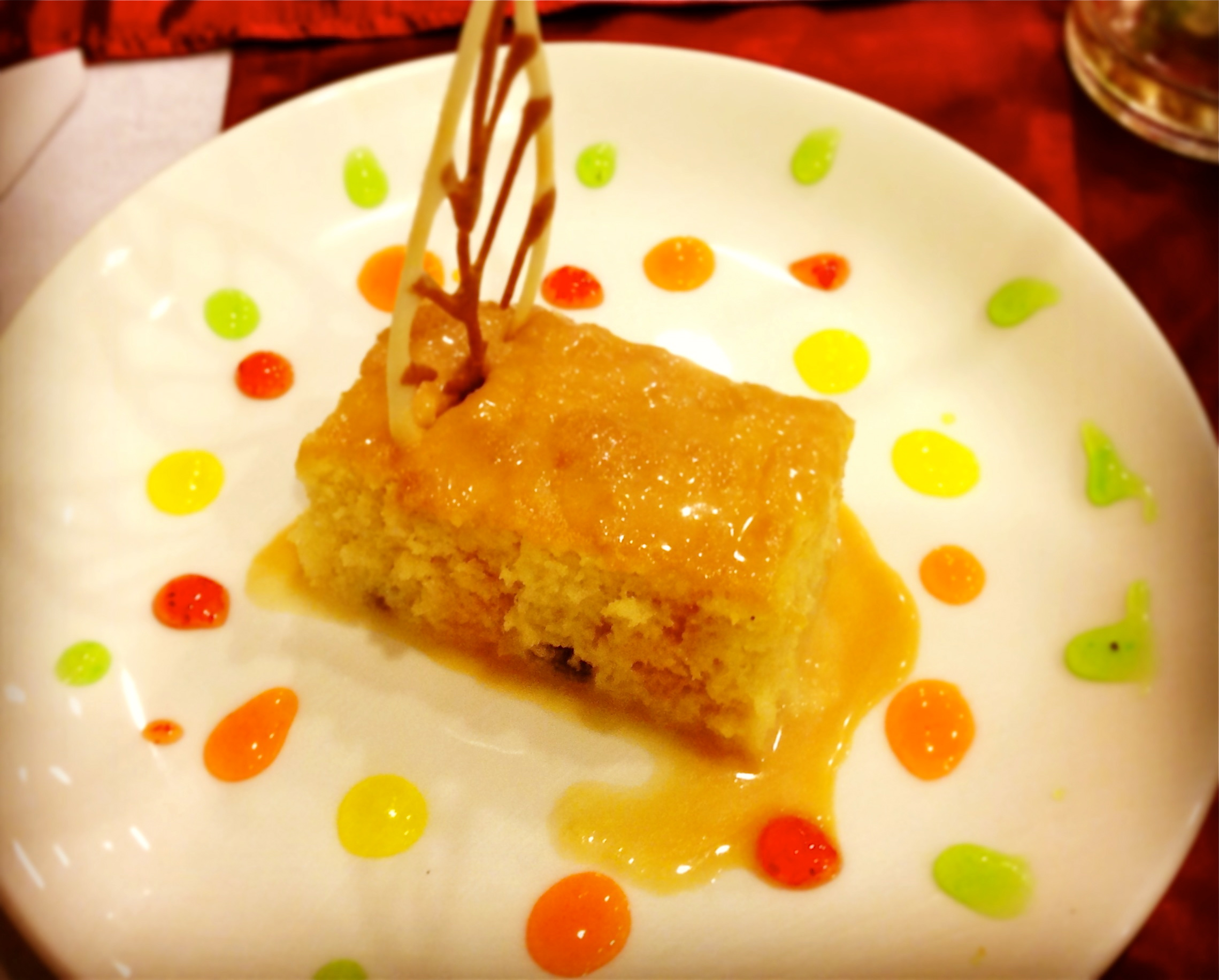
特蕾斯蛋糕

特蕾斯蛋糕（西班牙語：pastel de tres leches、或），又譯三奶蛋糕，是一種源于拉丁美洲的海綿蛋糕。特蕾斯蛋糕的海綿蛋糕基底經3種牛奶浸泡，包括蒸發乳，煉乳，和全脂乳或鮮乳油，但因爲不使用黄油，所以非常轻，有很多气泡。

## 人气和起源
特蕾斯蛋糕在中南美洲，北美，加勒比地区以及欧洲很受欢迎。

## 制作
三奶蛋糕由浸泡在蒸發乳、煉乳、鮮奶油三种牛奶（在西班牙语中称为“tres leches”）中的标准蛋糕基底组成。这个混合物被倒在烤好的蛋糕上，让这些牛奶渗透到松软的蛋糕中，使得甜点具有几乎布丁般的一致性。
然后，蛋糕顶部铺上了淡奶油。有时，还会使用草莓或肉桂。
三奶蛋糕的蛋糕基底可以从零开始制作，也可以使用现成的蛋糕混合物。黄色蛋糕混合物效果不错，因为其中有奶油味道，可以与甜牛奶混合物相辅相成。